# Icon (Wetton/Downes)
Icon è il secondo album in studio del gruppo musicale britannico Wetton/Downes, pubblicato il 1º agosto 2005 dalla Frontiers Records.

## Tracce
1. Paradox/Let Me Go – 6:28
2. God Walks with Us – 4:40
3. I Stand Alone – 6:08
4. Meet Me at Midnight – 2:34
5. Hey Josephine – 4:52
6. Far Away – 4:04
7. Please Change Your Mind – 4:46
8. Sleep Angel – 4:12
9. Spread Your Wings – 3:46
10. In the End – 4:47

Tracce bonus
1. There in Your Bed – 2:24
2. The Smile Has Left Your Eyes '05 – 3:42
3. Heat of the Moment '05 – 4:38